# Les Dossiers secrets de Maître Berger
Les Dossiers secrets de Maître Berger est une série de bande dessinée policière en sept albums, dont les auteurs sont Patrick Dumas (dessin) et François Rivière (scénario).

## Synopsis
Un avocat bordelais veuf et à la retraite, Maître Berger, se penche sur son passé en rouvrant des dossiers qu'il a traités. Durant sa carrière, il a été lié à d'étranges affaires et s'est toujours acharné à faire triompher la justice face aux privilèges de la bourgeoisie provinciale.

## Développement de la série
Dans Le Pensionnaire de St-Vincent, Antoine Duvert est assassiné au pensionnat St-Vincent qui vit désormais dans la peur. Un meurtrier en soutane rôde dans les couloirs. Berger, ancien élève de l'institution, mène son enquête. Il fréquente les cours de récréation et essaie de faire parler les élèves. La Tique, le curé au crâne rasé est en prison. Au hasard d'une investigation, l'avocat rencontre une vieille dame qui lui confie de bien étranges secrets. L'enquête avance inexorablement. Berger flaire l'assassin tandis que le commissaire Prasteau soupçonne Lucien Seguin.
Le Sorcier de la Falaise se passe à Mortagne-sur-Gironde, en septembre 1957. Le calme de ce village de province est brisé par la découverte du corps d'une femme sauvagement assassinée. Maître Berger enquête. Qui a tué Juanita Villa ? Noël Caraman, ex-star de cinéma, le maire ou le sorcier ? Finies les suppositions, un autre crime vient d'être commis...
Dans Marie-sanglante, Maître Berger raconte qu'il était convié, en mai 1965, à assister au tournage dans sa région d'un film de cape et d'épée réalisé par un de ses amis. À cette occasion, il fréquente les artistes et devient le confident d'un réalisateur à bout de nerfs. Mais il devra découvrir qui inonde le bourg de lettres anonymes et décime l'équipe de tournage.

## Analyse
Prenant le parti de raconter la vie quotidienne de personnages communs, Rivière fait naître le mystère en y introduisant un élément un peu pervers, qui vient dérégler le fil ordinaire de l'existence. Maître Berger qui a la charge de résoudre les énigmes ressemble au commissaire Maigret. Il en a l'assurance placide et la faculté de s'attacher aux détails qui deviendront révélateurs.

## Personnages principaux
- Maître René Berger
- Lucien Seguin